# Томас Джозеф Тайнен
Томас Джозеф Тайнен (англ. T. J. Tynan, нар. 25 лютого 1992, Орланд-Парк) — американський хокеїст, нападник клубу НХЛ «Колорадо Аваланч». Гравець збірної команди США.

## Ігрова кар'єра
Хокейну кар'єру розпочав 2009 року виступами за команду «Де-Мойн Баккенірс» (ХЛСШ), надалі чотири сезони відіграв за хокейну команду Університету Нотр-Дам.
2011 року був обраний на драфті НХЛ під 66-м загальним номером командою «Колумбус Блю-Джекетс».
1 квітня 2014 року клуб «Колумбус Блю-Джекетс» підписав дворічний контракт з Тайненом. 8 березня 2017 року, дебютував у складі «Джекетс» у матчі проти команди «Нью-Джерсі Девілс».
1 липня 2017 року, на правах вільного агента Томас підписав контракт з клубом «Вегас Голден Найтс» але весь час перебування у команді з Парадайзу, відіграв у фарм-клубі «Чикаго Вулвс».
1 липня 2019 року, Тайнен як вільний агент уклав угоду з клубом НХЛ «Колорадо Аваланч». Більшу частину перебування у складі «Аваланч» відіграв за фарм-клуб «Колорадо Іглс».
28 липня 2021 року, Томас підписав однорічну угоду з клубом «Лос-Анджелес Кінгс». Більшу частину цього контракту відіграв за фарм-клуб «Онтаріо Рейн».
1 липня 2024 року повернувся до «Колорадо Аваланч» підписавши однорічний контракт.
Був гравцем молодіжної збірної США, у складі якої брав участь у 6 іграх. Гравець збірної команди США.

## Досягнення
- Володар Кубка Колдера в складі команди «Лейк Ері Монстерс» — 2016.[9]
- Нагорода Леса Каннінгема — 2021, 2022.[10]

## Статистика

### Клубні виступи
| Сезон        | Клуб                   | Ліга         | Регулярний сезон | Регулярний сезон | Регулярний сезон | Регулярний сезон | Регулярний сезон | Плей-оф | Плей-оф | Плей-оф | Плей-оф | Плей-оф |
| Сезон        | Клуб                   | Ліга         | І                | Г                | П                | О                | ШХ               | І       | Г       | П       | О       | ШХ      |
| ------------ | ---------------------- | ------------ | ---------------- | ---------------- | ---------------- | ---------------- | ---------------- | ------- | ------- | ------- | ------- | ------- |
| 2009–10      | «Де-Мойн Баккенірс»    | ХЛСШ         | 60               | 17               | 55               | 72               | 55               | —       | —       | —       | —       | —       |
| 2010–11      | Університет Нотр-Дам   | НКАА         | 44               | 23               | 31               | 54               | 36               | —       | —       | —       | —       | —       |
| 2011–12      | Університет Нотр-Дам   | НКАА         | 39               | 13               | 28               | 41               | 38               | —       | —       | —       | —       | —       |
| 2012–13      | Університет Нотр-Дам   | НКАА         | 41               | 10               | 18               | 28               | 28               | —       | —       | —       | —       | —       |
| 2013–14      | Університет Нотр-Дам   | ХС           | 40               | 8                | 30               | 38               | 30               | —       | —       | —       | —       | —       |
| 2013–14      | «Спрингфілд Фалконс»   | АХЛ          | 3                | 0                | 0                | 0                | 2                | —       | —       | —       | —       | —       |
| 2014–15      | «Спрингфілд Фалконс»   | АХЛ          | 75               | 13               | 35               | 48               | 48               | —       | —       | —       | —       | —       |
| 2015–16      | «Лейк Ері Монстерс»    | АХЛ          | 76               | 6                | 40               | 46               | 38               | 17      | 1       | 5       | 6       | 8       |
| 2016–17      | «Клівленд Монстерс»    | АХЛ          | 72               | 12               | 29               | 41               | 34               | —       | —       | —       | —       | —       |
| 2016–17      | «Колумбус Блю-Джекетс» | НХЛ          | 3                | 0                | 0                | 0                | 0                | —       | —       | —       | —       | —       |
| 2017–18      | «Чикаго Вулвс»         | АХЛ          | 70               | 15               | 45               | 60               | 30               | 3       | 0       | 2       | 2       | 2       |
| 2018–19      | «Чикаго Вулвс»         | АХЛ          | 71               | 12               | 59               | 71               | 28               | 22      | 2       | 11      | 13      | 10      |
| 2019–20      | «Колорадо Іглс»        | АХЛ          | 42               | 5                | 42               | 47               | 20               | —       | —       | —       | —       | —       |
| 2019–20      | «Колорадо Аваланч»     | НХЛ          | 16               | 0                | 1                | 1                | 2                | —       | —       | —       | —       | —       |
| 2020–21      | «Колорадо Іглс»        | АХЛ          | 27               | 8                | 27               | 35               | 12               | 2       | 1       | 2       | 3       | 0       |
| 2021–22      | «Онтаріо Рейн»         | АХЛ          | 62               | 14               | 84               | 98               | 18               | 5       | 1       | 2       | 3       | 16      |
| 2021–22      | «Лос-Анджелес Кінгс»   | НХЛ          | 2                | 0                | 0                | 0                | 0                | —       | —       | —       | —       | —       |
| 2022–23      | «Онтаріо Рейн»         | АХЛ          | 72               | 8                | 73               | 81               | 44               | 2       | 0       | 1       | 1       | 2       |
| 2023–24      | «Онтаріо Рейн»         | АХЛ          | 71               | 9                | 57               | 66               | 68               | 8       | 2       | 5       | 7       | 4       |
| 2024–25      | «Колорадо Іглс»        | АХЛ          | 52               | 8                | 41               | 49               | 74               | 9       | 0       | 2       | 2       | 2       |
| 2024–25      | «Колорадо Аваланч»     | НХЛ          | 9                | 0                | 1                | 1                | 4                | —       | —       | —       | —       | —       |
| Усього в НХЛ | Усього в НХЛ           | Усього в НХЛ | 30               | 0                | 2                | 2                | 6                | —       | —       | —       | —       | —       |

### Збірна
| Рік                | Команда            | Турнір             | Місце              | І  | Г | П  | О  | ШХ |
| ------------------ | ------------------ | ------------------ | ------------------ | -- | - | -- | -- | -- |
| 2012               | США                | МЧС                | 7-е                | 6  | 1 | 3  | 4  | 2  |
| 2022               | США                | ЧС                 | 4-е                | 6  | 0 | 5  | 5  | 2  |
| 2023               | США                | ЧС                 | 4-е                | 10 | 1 | 10 | 11 | 0  |
| Молодіжна збірна   | Молодіжна збірна   | Молодіжна збірна   | Молодіжна збірна   | 6  | 1 | 3  | 4  | 2  |
| Національна збірна | Національна збірна | Національна збірна | Національна збірна | 16 | 1 | 15 | 16 | 2  |